# عشق بزرگ و کوچک
عشق بزرگ و کوچک (انگلیسی: The Great and the Little Love) یک فیلم در سبک رمانتیک است که در سال ۱۹۳۸ منتشر شد. از بازیگران آن می‌توان به گوستاو فرولیش، آریبرت وشر، گترود د لاسکی، و گئورگ اچ. اشنل اشاره کرد.